# Александровская волость (Олонецкая губерния)
Алекса́ндровская во́лость (до 1897 года — Мишковская волость) — историческая административно-территориальная единица (волость) в составе Каргопольского уезда Олонецкой губернии. Российской Империи и РСФСР. Волость состояла из 21 населённого пункта.
Волостное правление располагалось в селении Александрово.
Упразднена в 1927 году.
В настоящее время территория Александровской волости относится в основном к Плесецкому району Архангельской области.

## География
Самым удалённым от волостного правления поселением было Чаженгская (23 версты).

## История
На основании повеления императора от 6 ноября 1897 г. Мишковская волость была переименована в Александровскую, а деревни Лукиановская и Мишковское, имевшие общее название Конево — были переименованы в с. Александрово в память императора Александра III.
В ходе реформы административно-территориального деления СССР волость была упразднена.

## Состав

### Сельские общества
В состав волости входили сельские общества, включающие 21 деревню:
- Заднедубровское общество
- Коневское общество
- Корельское общество
- Лисицинское общество
- Плесское общество
- Чаженгское общество

### Насёленные пункты
| Заднедубровское общество              |       |         |       |                   |
| Поселение                             | Семей | Человек | До ВП | Школа             |
| Нижнетрубицинская при озере Ильинском | 62    | 436     | 10    | В 1 версте        |
| Пожарище при озере Ильинском          | 21    | 126     | 11    | В смежном селении |
| Часовенская при озере Ильинском       | 29    | 178     | 0     | Есть              |
| Итого                                 | 112   | 740     |       | 1                 |

| Коневское общество            |       |         |       |             |
| Поселение                     | Семей | Человек | До ВП | Школа       |
| Воробьевская при реке Онеге   | 46    | 269     | 6     | В 2 верстах |
| Эктышы при реке Эктыше        | 14    | 97      | 2     | В 2 верстах |
| Проймачевская при реке Эктыше | 55    | 322     | 1     | В 1 версте  |
| Александрово при реке Онеге   | 36    | 277     | 0     | Есть        |
| Лукояновская при реке Онеге   | 95    | 530     | 1     | В 1 версте  |
| Итого                         | 246   | 1495    |       | 1           |

| Корельское общество       |       |         |       |             |
| Поселение                 | Семей | Человек | До ВП | Школа       |
| Новинская при реке Онеге  | 54    | 398     | 10    | В 2 верстах |
| Корельская при реке Онеге | 56    | 396     | 12    | Есть        |
| Итого                     | 110   | 794     |       | 1           |

| Лисицинское общество            |       |         |       |                   |
| Поселение                       | Семей | Человек | До ВП | Школа             |
| Карасова при озере Ильинском    | 11    | 90      | 12    | В смежном селении |
| Лисицынская при озере Ильинском | 26    | 191     | 12,5  | В 1 версте        |
| Климовская при озере Ильинском  | 32    | 168     | 13    | В смежном селении |
| Угловая при озере Ильинском     | 8     | 64      | 14    | В 2 верстах       |
| Итого                           | 77    | 513     |       | 0                 |

| Плесское общество            |       |         |       |               |
| Поселение                    | Семей | Человек | До ВП | Школа         |
| Ручьевская при реке Онеге    | 53    | 359     | 15    | В 2 верстах   |
| Телегинская при реке Онеге   | 35    | 182     | 13    | Есть          |
| Антушевская при реке Онеге   | 25    | 127     | 10    | В 2 верстах   |
| Бабинская при реке Онеге     | 28    | 172     | 10,5  | В 2,5 верстах |
| Потылицынская при реке Онеге | 28    | 165     | 9     | В 1 версте    |
| Курятовская при реке Онеге   | 34    | 203     | 8     | Есть          |
| Итого                        | 203   | 1208    |       | 2             |

| Чаженгское общество         |       |         |       |       |
| Поселение                   | Семей | Человек | До ВП | Школа |
| Чаженгская при реке Чаженке | 52    | 303     | 23    | Есть  |
| Итого                       | 52    | 303     |       | 1     |

## Население
На 1905 год численность населения волости составляла 5053 человек. Из них мужчин 2401, женщин 2652. Все — крестьяне.
Самое многочисленное поселение — Лукояновская (530 жителей), самое малолюдное — Угловая (64 жителя).

## Инфраструктура
Личное подсобное хозяйство с зоной сельскохозяйственного использования, индивидуальная застройка усадебного типа. На 1905 год в волости насчитывалось 753 дома и 800 семей из 5053 человек. В среднем на каждый крестьянский дом (семью) приходилось по 6,7 (6,3) человек.
Основа экономики — сельское хозяйство. На 1905 год в волости насчитывалось 945 лошадей, 1198 коров и 1945 голов прочего скота.
В волости в 1905 году было 6 школ в селениях Часовенская, Александрово, Корельская, Телегинская, Курятовская и Чаженгская. В среднем на 842 человек приходилась 1 школа. Дальше всего до школы было добираться из селения Бабинская (2.5 версты). В пределах пяти вёрст от ближайшей школы находилось каждое поселение волости.